# Armata d'Oriente
L'Armata d'Oriente (Armée d'Oriente in lingua francese) fu il nome dato al Corpo di spedizione francese della campagna d'Egitto affidato dal Direttorio a Napoleone Bonaparte ed avente lo scopo di sbarrare le vie del commercio britannico con le Indie orientali.

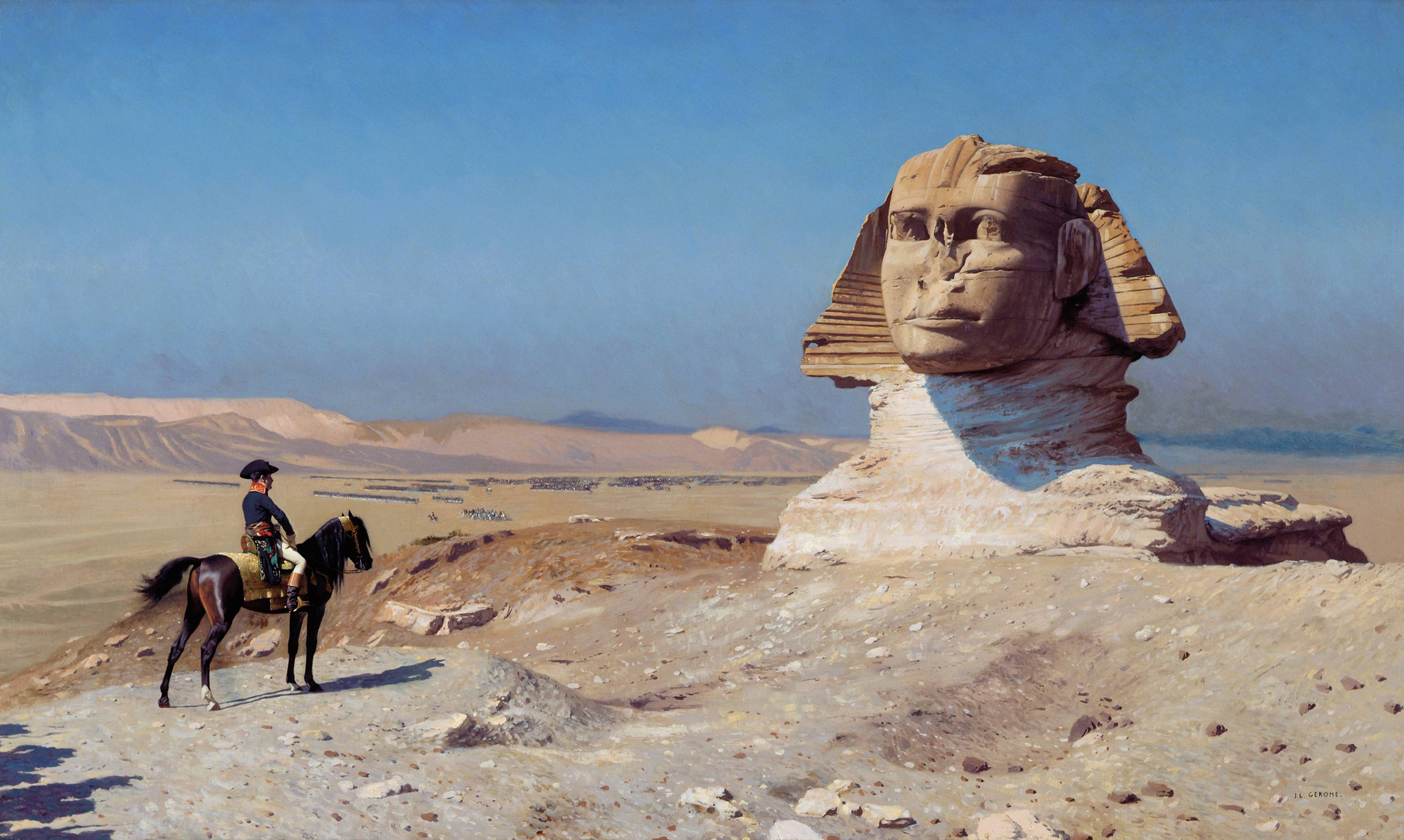
Dipinto accademico orientalista di Jean-Léon Gérôme (XIX secolo, oggi presso la collezione privata, Hearst Castle

## Forze militari

### Forze terrestri nel luglio 1798
- Comandante in capo: Generale Napoleone Bonaparte
- Capo di Stato maggiore: Generale Louis Alexandre Berthier
- Effettivi: 45000 di cui 33000 in Egitto

#### Compagnie di guide
- Effettivi: 500 uomini a piedi e a cavallo

#### Divisione Desaix
- Comandante: Generale Louis Charles Antoine Desaix
- Effettivi: 5600 uomini
- Composta dalle seguenti semibrigate:
  - 21a semibrigata di fanteria leggera : 3 battaglioni per 2100 uomini
  - 61a semibrigata di fanteria di linea : 3 battaglioni per 1900 uomini
  - 88a semibrigata di fanteria di linea : 3 battaglioni per 1600 uomini

#### Divisione Reynier
- Comandante: Generale Jean Reynier
- Effettivi: 3450 uomini
- Composta dalle seguenti semibrigate:
  - 9a semibrigata di fanteria di linea: 3 battaglioni per 1620 uomini
  - 85a semibrigata di fanteria di linea: 3 battaglioni per 1840 uomini

#### Divisione Kleber
- Comandante: Generale Jean-Baptiste Kléber
- Effettivi: 4900 uomini
- Composta dalle seguenti semibrigate:
  - 2a semibrigata di fanteria leggera: 3 battaglioni per 1450 uomini
  - 25a semibrigata di fanteria di linea: 3 battaglioni per 1650 uomini
  - 75a semibrigata di fanteria di linea: 3 battaglioni per 1800 uomini

#### Divisione Menou
- Comandante: Generale Jacques François Menou
- Effettivi: 5200 uomini
- Composta dalle seguenti semibrigate:
  - 22a semibrigata di fanteria leggera: 3 battaglioni per 1100 uomini
  - 13a semibrigata di fanteria di linea: 3 battaglioni per 2500 uomini
  - 69a semibrigata di fanteria di linea: 3 battaglioni per 1600 uomini

#### Divisione Bon
- Comandante: Generale Louis André Bon
- Effettivi: 4700 uomini
- Composta dalle seguenti semibrigate:
  - 4a semibrigata di fanteria leggera: 2 battaglioni per 1100 uomini
  - 18a semibrigata di fanteria di linea: 3 battaglioni per 1650 uomini
  - 32a semibrigata di fanteria di linea: 3 battaglioni per 1950 uomini

#### Divisione Dumas (Cavalleria)
- Comandante: Generale Alexandre Dumas
- Effettivi: 3050 uomini
- Composta dalle seguenti semibrigate:
  - 7a reggimento bis di ussari: 3 squadroni per 630 uomini
  - 22º reggimento di cacciatori a cavallo: 3 squadroni per 280 uomini
  - 3º reggimento di dragoni: 2 squadroni per 390 uomini
  - 14º reggimento di dragoni: 3 squadroni per 640 uomini
  - 15º reggimento di dragoni : 2 squadroni per 230 uomini
  - 18º reggimento di dragoni: 4 squadroni per 330 uomini
  - 20º reggimento di dragoni: 3 squadroni per 530 uomini

#### Divisione Dommartin (Artiglieria)
- Comandante d'artiglieria: Generale Elzéard de Dommartin
- Potenza di fuoco: 171 pezzi d'artiglieria di cui:
  - 35 cannoni
  - 24 obici
  - 40 mortai
- Effettivi: 3150 uomini
- Così distribuiti:
  - 5 compagnie a cavallo
  - 14 compagnie a piedi
  - 9 compagnie di semibrigata

#### Divisione Caffarelli (Genio)
- Comandante del Genio: Generale Maximilien Caffarelli du Falga
- Effettivi: 1200 uomini
- Così distribuiti:
  - 775 zappatori
  - 190 artificieri
  - 165 operai
  - 25 uomini per aerostati

#### Truppe di guarnigione
- Guarnigione in Corsica: 3600 uomini delle seguenti unità:
  - 23a semibrigata di fanteria leggera: 3 battaglioni di 2500 uomini
  - 1º battaglione della 86ª semibrigata di fanteria di linea: 1 battaglione per 1100 uomini
- Guarnigione a Malta: 8000 uomini
  - Divisione Chabot: 4000 uomini delle seguenti unità:
    - 6a semibrigata di fanteria di linea: 3 battaglioni per 1000 uomini
    - 79 semibrigata di fanteria di linea: 3 battaglioni per 3000 uomini

  - Divisione Vaubois: 4000 uomini
    - 3º battaglione della 7ª semibrigata di fanteria leggera: 1 battaglione per 1150 uomini
    - 19a semibrigata di fanteria di linea : 2 battaglioni per 1050 uomini
    - 1º battaglione della 80ª semibrigata di fanteria di linea: 1 battaglione per 550 uomini
    - Elementi di diverse unità della 6ª e 41ª semibrigata di fanteria di linea così come quelli della 23ª semibrigata di fanteria leggera: 1200 uomini

### Squadra d'Oriente
- Comandata dall'ammiraglio François de Brueys
- Effettivi: 335 bastimenti di cui solamente 55 armati[1].

#### Navi
- Effettivi: 15 di cui 2 armati in fluyt
- Nave ammiraglia : L'Orient di 118 cannoni
- Nave ospedale: Causse di 70 cannoni (presa alla Repubblica di Venezia)
  - Vascelli di 80 cannoni:
    - Guillaume-Tell
    - Franklin
    - Tonnant

  - Vascelli di 74 cannoni:
    - Spartiate
    - Aquilon
    - Généreux
    - Guerrier
    - Peuple Souverain
    - Timoléon
    - Heureux
    - Mercure

  - Vascelli di 64 cannoni:
    - Conquérant
    - Dubois (preso alla Repubblica di Venezia)

#### Fregate
- Effettivi : 13 di cui 7 armati in fluyt
  - Fregate di 40 cannoni:
    - Justice
    - Diane
    - Junon
    - Artémise

  - Fregate di 36 cannoni:
    - Alceste
    - Sérieuse
    - Sensible
    - Courageuse
    - Carrère
    - Muiron
    - Leoben

  - Fregate di 30 cannoni:
    - Mantoue
    - Montenotte

#### Corvette
- Effettivi: una, armata in guerra
  - Badine, di 30 cannoni

#### Altre
- 79 bricchi (di cui 5 armati in guerra)
- 38 bombarde (di cui 4 armate in guerra)
- 3 avvisi armati
- 75 tartane (di cui 6 armate)
- 6 lance-cannoniere
- 2 feluche-cannoniere
- 1 scuna
- 9 pinchi
- 82 polacche
- 11 tre-alberi a coffa